# Живим чи мертвим
«Живим чи мертвим» — технотрилер, написаний Томом Кленсі у співавторстві з Грантом Блеквудом, виданий 7 грудня 2010 року. Це перший роман Кленсі після паузи в сім років після видання «Зубів тигра» (2003). В романі розповідається про полювання організації «Кампус» на «Еміра», близькосхідного терориста, персонаж якого має багато спільного з історією Осами бен Ладена. Роман об'єднує кількох персонажів з «всесвіту Раяна», включаючи колишнього президента Джека Райана, його сина Джека Райана-молодшого, його племінників Домініка та Браяна Карузо, а також ветеранів «Райдуги» Джона Кларка та Домінго Чавеса. Книга дебютувала на першому місці у списку бестселерів New York Times.

## Сюжет
Підрозділ рейнджерів армії США проводить рейд в горах Гіндукуш для захоплення найбільш розшукуваного терориста сучасності Саїфа Рахмана Ясіна, відомий як Емір. Рейнджерам вдається пробратись у печеру, де він перебував зовсім недавно, і захопити деякі матеріали, але самого Еміра там нема. В це час Емір таємно прибув до Сполучених Штатів приватним літаком. Задля конспірації змінивши свою зовнішність та проживаючи не в Пакистані чи Афганістані, де його інтенсивно шукають, а в штаті Невада, лідер терористичної організації «Революційна рада Омейядів» (URC) координує масштабну терористичну операцію під кодовою назвою Lotus. Її метою є удар по чинній президентській адміністрації серією, здавалося б, ізольованих терористичних атак, кульмінацією яких має стати знищення сховища ядерних відходів Юкка-Маунтін. В цій атаці має бути застосована саморобна атомна бомба, виготовлена з радіоактивного матеріалу, викраденого з покинутого сховища ядерних відходів у Росії, а метою є масштабне зараження ґрунтових вод на заході Сполучених Штатів.
В цей час на чолі США перебуває президент Ед Кілті, самовпевнений і самозакоханий політик, давній недруг Джека Раяна. Він проводить сумнівну економічну політику, скасовує вдалу податкову реформу, яку розпочав Джек Раян у час свого президентства, а також проводить масштабне скорочення в армії та правоохоронних структурах, всюди призначаючи максимально лояльних, але непрофесійних ставлеників.
Тим часом колишній президент Джек Раян працює над своїми мемуарами та спочатку відмовляється публічно виступати проти свого наступника. Коли він дізнається, що адміністрація Кілті планує притягнути до відповідальності рейнджера армії США Сема Дрісколла за вбивство близькосхідних терористів, які спали в печері під час операції з пошуку Еміра, це стає «останньою краплею» і він вирішує оголосити про висунення своєї кандидатури на посаду президента Сполучених Штатів на наступних виборах. Після публічного розголосу основні звинувачення проти Дрісколла були зняті, і його лише звільнили замість серйозного судового процесу, як спочатку планував Кілті. Пізніше Кларк завербовує Дрісколла до «Кампусу». Крім того, Раян дізнається, що його син Джек Раян-молодший працює аналітиком у «Кампусі», і навіть бере участь у польових операціях.
Після успішного знешкодження терористичної атаки у шведському посольстві в Триполі та звільнення всіх захоплених заручників, Джона Кларка та Домінго Чавеса насильно звільняють з посад у ЦРУ та організації «Райдуга». Потім їх вербують до «Кампусу», неурядової антитерористичної організації. Тут вони приєднуються до полювання на Еміра, яке охоплює Швецію, Пакистан, Канаду та Лівію. Вони переживають трагедію, коли оперативник Браян Карузо помирає від поранень, отриманих під час перестрілки з терористами URC в Триполі. Після подальшого розслідування та в результаті співпраці із заступницею керівника Національного антитерористичного центру та давньою подругою Кларка Мері Пет Фолі, «Кампус» дійшов висновку, що Емір перебуває в США.
Поки оперативники «Кампуса» намагаються зламати код шифр та перехопити зв'язкового URC, терористи починають атаки. Вони знищили гігантський нафтопереробний завод «Petrobras» поблизу Паулінії в Бразилії, та спровокували серію терористичних атак в кількох містах на території Сполучених Штатів. Пізніше Джек-молодший і Кларк перешкоджають хімічній атаці на борту вантажного судна, убивши індонезійських злочинців, надісланих URC. Чавеса та Домініка відправляють до Бразилії для розслідування інциденту на нафтопереробному заводі, тут завдяки вчасному зламу шифрів, якими користувались URC, їм вдається захопити кур'єра URC, який повідомляє місце перебування Еміра в США.
Разом з Кларком та Джеком-молодшим вони вирушають до Лас-Вегаса, щоб заарештувати Еміра, але спізнюються. Знаючи ціль нападу оперативники «Кампуса» прямують до гори Юкка-Маунтін, де останній момент вдається запобігти вибуху в сховищі ядерних відходів та захопити пораненого Еміра. Після повернення до Вірджинії вони допитують його, вводячи йому сукцинілхолін та імітуючи серцевий напад, після чого він зізнається у своїх злочинах та розкриває плани операції «Lotus». Цей план передбачав співпрацю з пакистанською розвідкою задля захопленні країни з метою заволодіння їх ядерним арсеналом (цей сюжетний момент буде продовжено у наступному романі Кленсі «У прицілі»). Після дня допитів, Емір був непублічно переданий з Кампусу до ФБР, щоб його ув'язнили та висунули звинувачення згідно з належною правовою процедурою.

## Персонажі

### «Кампус»
- Джеррі Хендлі : директор організації Кампус, що працює під прикриттям фінансової компанії «Hendley Associates»
- Джеррі Раундс : керівник відділу розвідки
- Сем Грейнджер : керівник з операційної діяльності
- Рік Белл : керівник відділу аналізу
- Джек Райан-молодший : аналітик
- Домінік Карузо : оперативний офіцер
- Браян Карузо : оперативний офіцер
- Гевін Бієрі : керівник ІТ-відділу
- Джон Кларк : оперативний офіцер, колишній командир спеіпідрозділу з позивним «Райдуга-Шість» та колишній співробітник ЦРУ
- Домінго «Дінг» Чавес : оперативний офіцер, колишній керівник команди «Райдуга» та співробітник ЦРУ

### «Революційна рада Омейядів»
- Саїф Рахман Ясін (Емір) : лідер організації
- Шасіф Хаді : Кур'єр, що започаткував використання шифру, для таємного зв'язку в URC; пізніше організував вибух на нафтопереробному заводі Petrobras
- Сітра та Пурнома Салім : індонезійські терористи, відповідальні за знищення вантажного судна «Лосан» та хімічну атаку хлором у Ньюпорт-Ньюс, штат Вірджинія.
- Керсен Касеке : малайзійський агент, відповідальний за терористичний напад на церкву в місті Ватерлоо, штат Айова використавши міну M18А1 Claymore
- Дірар аль-Каріїм : оперативний офіцер, відповідальний за захоплення заручників у шведському посольстві в Триполі, пізніше повішений та обезголовлений URC, для покарання «за самодіяльність»

### Інші персонажі
- Джек Райан : колишній президент Сполучених Штатів
- Мері Пет Фолі : заступниця директора Національного антитерористичного центру
- Найджел Емблінг : колишній співробітник Секретної розвідувальної служби (MI6), який живе в Пакистані
- Стів Дженкінс : інженер, який працює на сховищі ядерних відходів у горах Юкка
- Сем Дрісколл : старший сержант рейнджерів армії США (спеціальні операції)
- Ед Кілті : президент Сполучених Штатів

## Розвиток
Після помірного сприйняття його роману «Зуби тигра» (2002) Кленсі взяв перерву в написанні художньої літератури на сім років. Видавництво Penguin Group оголосило про вихід книги «Живий чи мертвий» у прес-релізі 7 квітня 2010 року. Президент Penguin Девід Шенкс заявив: «Геніальність Тома у розповіді історій з винятковим реалізмом та передовою автентичністю є його відмінними рисами як письменника. У своєму останньому романі він піднімає тему напруженості між американськими військами та їхніми найсмертоноснішими суперниками». Кілька персонажів з «всесвіту Раяна», такі як Джек Раян, Джон Кларк та Кампус, були об'єднані в так звану «Команду всіх зірок».
Трейлер книги було випущено 4 листопада 2010 року. Кленсі презентував роман у відеодискусії з генералом ВПС США у відставці Чаком Хорнером, яка вийшла 3 грудня 2010 року. «Живий чи мертвий» був презентований йоменськими вартовими та десантниками «Червоного диявола» у Лондонському Тауері напередодні його випуску.

## Осама бен Ладен
Книга примітна своїм антагоністом Еміром та його терористичною організацією «Революційна рада Омейядів», які були засновані на реальному терористі Осамі бен Ладені та його угрупованні «Аль-Каїда». Це також надихнуло на ідею, що підрозділи спецпризначенців, які полюють на терориста, такого як Осама бен Ладен, мають більше шансів знайти його в комфорті, а не в печері в Пакистані чи Афганістані. Це було підтверджено, коли бен Ладена було виявлено та вбито спецпідрозділом ВМС США SEALs у його комплексі в Абботтабаді, Пакистан, у травні 2011 року, через п'ять місяців після публікації роману.

## Рецепція

### Комерційна
Книга дебютувала на першому місці у списку бестселерів New York Times. Крім того, вона дебютувала на третьому місці у списку бестселерів USA Today 's Два роки по тому, видання книги у м'якій обкладинці для масового ринку досягло четвертого місця у списку бестселерів New York Times.

### Критична
Книга отримала посередні відгуки. Видання Publishers Weekly високо оцінило його, заявивши, що «Кленсі повернувся на вершину своєї гри». Видання Los Angeles Times було дещо менш щедрим, назвавши його «розлогим, але динамічним». Kirkus Reviews дали йому неоднозначну оцінку, заявивши: «Якби реальність була коміксом або сценарієм Сталлоне, це була б корисна дорожня карта. У такому вигляді її проковтнуть, як Хеппі Міл, „ідеальну пряжу“ Рональда Рейгана, перетворену на акуратно упакований товар».